# Løbet Skive
Rent Liv Løbet Skive (Skive-Løbet jusqu'en 2019) est une course cycliste danoise créée en 1998. Elle fait partie de l'UCI Europe Tour en catégorie 1.2.
L'édition 2020 est annulée en raison de la pandémie de coronavirus,,.

## Palmarès
| Année     | Vainqueur          | Deuxième               | Troisième            |
| --------- | ------------------ | ---------------------- | -------------------- |
| 1998      | Jakob Piil         |                        |                      |
| 1999-2001 | Non disputé        | Non disputé            | Non disputé          |
| 2002      | Jacob Nielsen      | Ari Højgaard           | Jan Jespersen        |
| 2003      | Jannik Skovlund    |                        |                      |
| 2004      | Non disputé        | Non disputé            | Non disputé          |
| 2005      | Morten Mikkelsen   | Christian Knørr        | Rune Udby            |
| 2006      | Michael Mørkøv     | Allan Bo Andresen (de) | Jacop Kodrup         |
| 2007      | Rune Udby          | Søren Pugdahl          | Glenn Bak            |
| 2008-2009 | Non disputé        | Non disputé            | Non disputé          |
| 2010      | Andreas Frisch     | Thomas Guldhammer      | Jesper Hansen        |
| 2011      | Guytan Verfaillie  | Andreas Frisch         | Geir Inge Berg (no)  |
| 2012      | Sebastian Lander   | Morten Øllegaard       | Andreas Landa        |
| 2013      | Patrick Clausen    | Remco te Brake         | Gorik Gardeyn        |
| 2014      | Phil Bauhaus       | Alex Rasmussen         | Rasmus Guldhammer    |
| 2015      | Alexander Kamp     | Håvard Blikra          | Sondre Moen Hurum    |
| 2016      | Johim Ariesen      | Erik Lahm              | Mads Würtz Schmidt   |
| 2017      | Martin Toft        | Troels Vinther         | Torkil Veyhe         |
| 2018      | Rasmus Wallin      | Andreas Stokbro        | Christoffer Lisson   |
| 2019      | Frederik Rodenberg | Niklas Larsen          | Christoffer Lisson   |
| 2020      | annulé             | annulé                 | annulé               |
| 2021      | Elmar Reinders     | Mads Østergaard        | Marcus Sander Hansen |